# Reggie Johnson
Reginald Volney Johnson (Owensboro, 13 september 1940 - 11 september 2020) was een Amerikaanse jazzcontrabassist.

## Biografie
Johnson speelde eerst trombone in het schoolorkest en in legerbands en wisselde op 21-jarige leeftijd naar de contrabas. Hij speelde met avant-garde-muzikanten zoals de saxofonisten Bill Barron, Marion Brown (Marion Brown Quartet, 1965, Juba-Lee, 1966) en Archie Shepp (Fire Music, 1965) en in 1964/1965 met Bill Dixon (bij wiens concertreeks October Revolution in Jazz hij in New York betrokken was), Sun Ra en Burton Greene. In 1966 speelde hij met de Jazz Messengers van Art Blakey, waartoe toentertijd Keith Jarrett en Chuck Mangione behoorden. Tijdens de jaren 1960 nam hij ook op met het Jazz Composer's Orchestra, om daarna hoofdzakelijk te werken als clubmuzikant met Elvin Jones, Andrew White en Johnny Coles.
In 1970 speelde hij met het kwintet van Bobby Hutcherson en Harold Land. Van 1973 tot 1978 begeleidde hij de gitarist Kenny Burrell. Hij nam ook op met Sonny Rollins, Sonny Stitt, Art Pepper, Clark Terry, Blue Mitchell, The Crusaders en de zangeressen Sarah Vaughan en Carmen McRae en tijdens de jaren 1980 met Horace Parlan, Frank Wess (1982) en de Mingus Dynasty Band (ook in 1982). In 1985 verscheen zijn eerste album First Edition onder zijn eigen naam bij JR Records. Midden jaren 1980 verhuisde hij naar Europa, waar hij sindsdien o.a. Johnny Griffin, Monty Alexander, Kenny Barron, Tom Harrell, Phil Woods, Vince Benedetti en Cedar Walton begeleidde.
In Bern was hij werkzaam als docent aan de Swiss Jazz School.

## Overlijden
Reggie Johnson overleed in september 2020 op bijna 80-jarige leeftijd.